# Gearless Motor Corporation
Gearless Motor Corporation war ein US-amerikanischer Hersteller von Automobilen.

## Unternehmensgeschichte

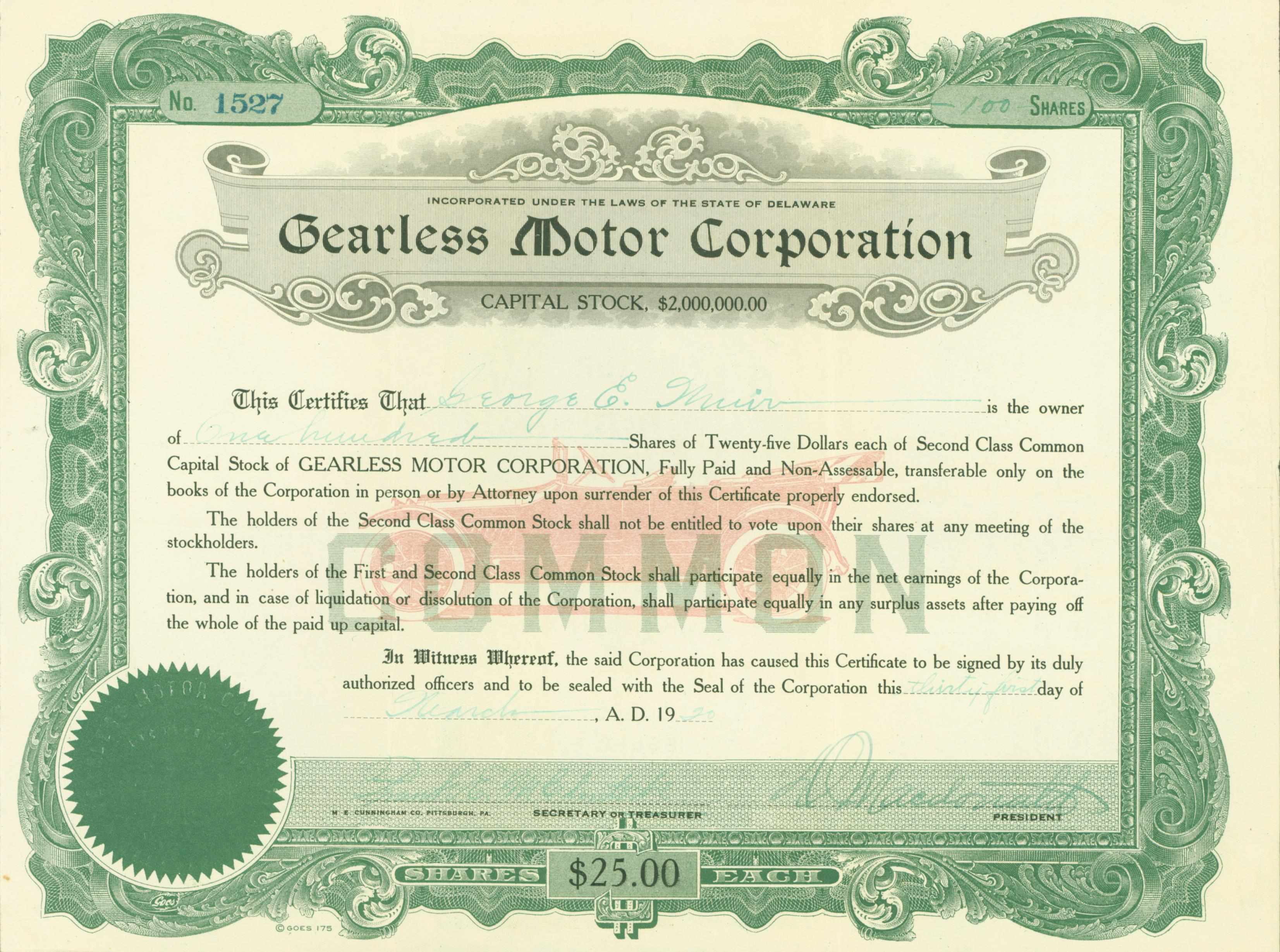
Aktie der Gearless Motor Corporation vom 31. März 1920

Das Unternehmen wurde im November 1919 in Pittsburgh in Pennsylvania gegründet. Duncan MacDonald, der Patente für Dampfwagen hielt, wurde Präsident. William H. Edmundson war Chefingenieur. Außerdem waren Frank E. McClintock, Paul Moscou, S. H. Smith und Raymond R. Stearns beteiligt. Sie begannen 1919 mit der Produktion von Automobilen. Der Markenname lautete Gearless. Bis November 1920 entstanden die ersten fünf Fahrzeuge. Dann gründete MacDuncan die MacDonald Steam Automotive Corporation in Garfield. Eine Quelle gibt an, dass er dazu das Unternehmen verließ. Eine andere Quelle meint, dass er beide Unternehmen parallel betrieb. Die Produktion bei Gearless lief im geringen Umfang bis Mitte 1922 oder 1923 weiter.
Im Mai 1923 wurden vier Führungskräfte des Unternehmens angeklagt. Drei von ihnen wurden im Januar 1924 verurteilt, darunter MacDonald.
Es bestand keine Verbindung zur Gearless Motor Car Company, die ein paar Jahre vorher den gleichen Markennamen verwendete.

## Fahrzeuge
Im Angebot standen ausschließlich Dampfwagen. Zwei separate Dampfmotoren mit jeweils zwei Zylindern leisteten zusammen 65 PS. Jeder trieb eines der Hinterräder an. Das Fahrgestell hatte 320 cm Radstand. Überliefert sind Tourenwagen mit fünf Sitzen und Roadster mit drei Sitzen. Holzräder und Drahtspeichenräder standen zur Wahl.